# Mopsea tenuis
Mopsea tenuis är en korallart som beskrevs av Thomson och Rennet 1928. Mopsea tenuis ingår i släktet Mopsea och familjen Isididae. Inga underarter finns listade i Catalogue of Life.